# Усая (озеро)
Уса́я — невелике озеро термокарстового походження в центральній частині Вітебської області Білорусі, на території Ушацького району. Озеро розташоване в басейні річки Діва, за 28 км на схід від селища Ушачі. Належить до групи Ушацьких озер.
Озеро випуклої неправильної форми, витягнулось із північного сходу на південний захід довжиною майже 1 км, при цьому максимальна ширина становить 460 м. По центру розміщується заліснений острів.
Схили улоговини висотою 8-10 м, на півночі та півдні опускаються до 5 м. Береги низинні та болотисті, вкриті лісом, на півночі та півдні — чагарниками, на заході зливаються і з схилами улоговини. Заростає до глибини 1,7 м. Стікає до сусіднього озера Криве.